# Pseudolycaena circinata
Pseudolycaena circinata är en fjärilsart som beskrevs av William Chapman Hewitson 1874. Pseudolycaena circinata ingår i släktet Pseudolycaena och familjen juvelvingar. Inga underarter finns listade.